# USS Wasp (LHD-1)
USS Wasp (LHD 1) es un buque de asalto anfibio multipropósito de la Armada de los Estados Unidos. Es la nave líder de su clase y el décimo buque de la Armada en llevar este nombre, fue el buque insignia de la Segunda Flota. 
Fue construido por Ingalls Shipbuilding, división de Litton Industries en Pascagoula, Misisipi. Este buque y los otros buques de la clase Wasp son los primeros diseñados específicamente para dar cabida a las nuevas lanchas de desembarco con amortiguación neumática (LCAC), y jets Harrier II (AV-8B) de despegue y aterrizaje vertical/corto (V/STOL).
El Wasp nunca ha estado en un despliegue extendido y actualmente es el buque asignado para las pruebas del F-35 Lightning II.